# Falkplatz
Der Falkplatz ist eine geschützte Grünanlage in Berlin-Prenzlauer Berg. Angelegt 1907 als Schmuckplatz samt Spielplatz, verlief während der Deutschen Teilung der Mauerstreifen über den Westteil des Platzes. Heute geht der Falkplatz dort in den Mauerpark über. Benannt ist der Platz nach dem preußischen Kultusminister Adalbert Falk.

## Lage
Knapp drei Kilometer nördlich des Berliner Fernsehturms liegt der Falkplatz im Gleimviertel (Ortsteil Prenzlauer Berg, Bezirk Pankow), einem ab 1890 dicht bebauten, gründerzeitlichen Wohnviertel. Unmittelbar südlich liegt die Max-Schmeling-Halle, westlich die Schwedter Straße und der Mauerpark. Im Norden verläuft die Gleimstraße, die Straße im Osten heißt Am Falkplatz. Nordöstlich des Platzes steht die 1916 als Luisenstädisches Gymnasium erbaute Schule am Falkplatz, nordwestlich befindet sich der Gleimtunnel.

## Topographie

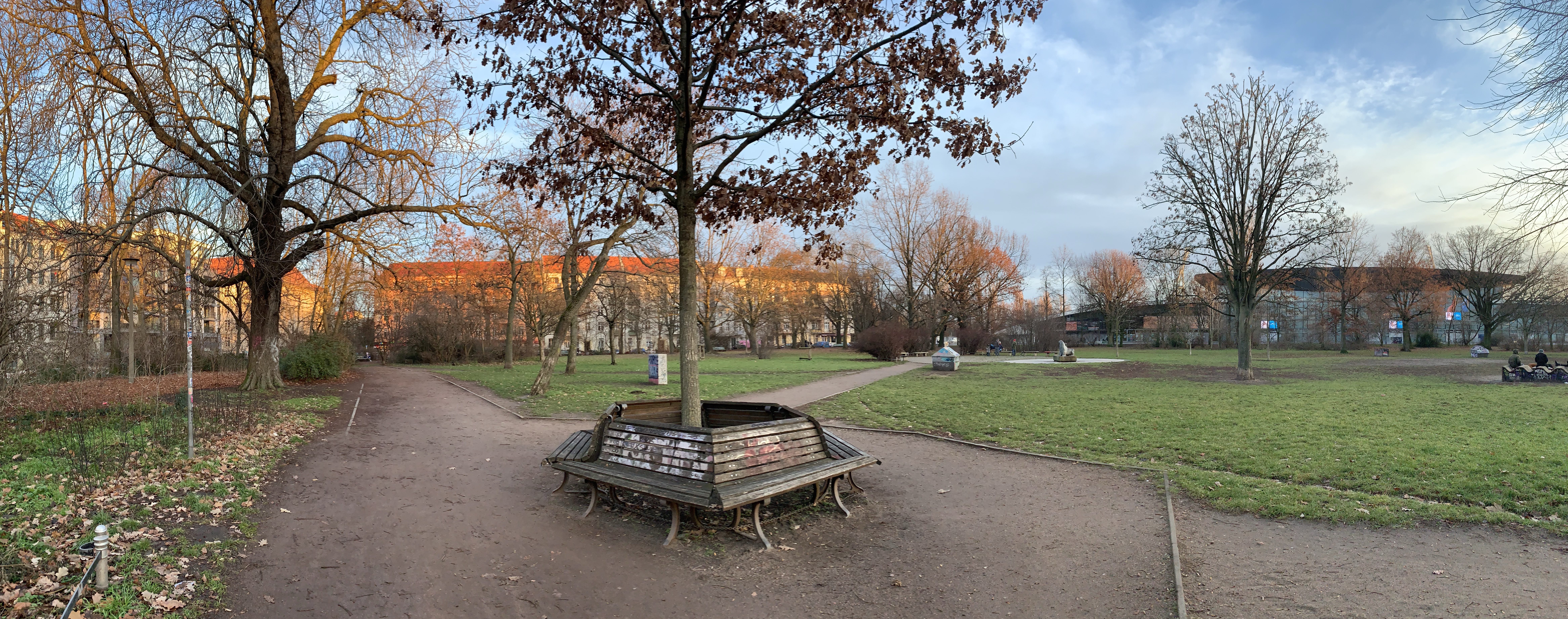
Winterpanorama, Blick nach Osten und Süden, 2022

Der Falkplatz weist annähernd Trapezform auf und hat den Charakter eines kleinen Parks. Er misst etwa 260 Meter in Ost-West- und bis zu 170 Meter in Nord-Süd-Richtung. Seine Westseite ist unbebaut und geht in abfallendem Gelände in den Mauerpark über. Die Südseite an der Max-Schmeling-Halle ist zum Platz hin gekrümmt. Es gibt sechs den Park unregelmäßig durchquerende Fußwege sowie im Nordteil einen Kinderspielplatz. Im Zentrum befindet sich eine mit altem Baumbestand umsäumte Liegewiese sowie ein kleiner Zierbrunnen mit zwei von Stephan Horota geschaffenen, wasserspeienden Walrossfiguren.

## Flora
Die zentrale Liegewiese wird eingefasst von gut 250 Bäumen teils alten Bestands. Den Park schmücken zehn mehr als einhundert Jahre alte und bis zu 25 Meter hohe Rosskastanien (Aesculus hippocastanum) sowie als ältestes Baumpaar zwei große Stiel-Eichen (Quercus robur) von 1880–1890 in der Südwestecke. Sie gehören zu den ältesten Bäumen in Prenzlauer Berg.
Nach dem Zweiten Weltkrieg gab es 1955 zahlreiche Neuanpflanzungen, darunter eine Schwedische Mehlbeere (Sorbus intermedia) östlich des Planschbeckens, sowie verschiedene Ahornbäume und eine Bruch-Weide (Salix fragilis) westlich des Spielplatzes. Von den vielen Anpflanzungen im Jahr 1990 sind 77 Bäume erhalten, auffällig eine Gruppe in dunklem Rosa blühender japanischer Nelkenkirschen (Prunus serrulata 'Kanzan') auf der Südseite des Platzes.
Entlang der Wege sind Hecken-Anpflanzungen von Berberitze, Mahonie, Schneebeere und Bibernell-Rose erhalten. An einer Weggabelung am östlichen Rand gedeihen zwei kleine Fliederhecken. An der Grenze zur Schwedter Straße wurde 1994 ein Regenwasserbecken mit Feuchtbiotop eingerichtet, in dem sich in Folge ein kleiner Röhricht gebildet hat.
Im Jahr 2014 mussten vier Bäume auf dem Platz wegen ihrer Schäden gefällt werden. Schon 2011 musste eine exponierte 20 Meter hohe Kastanie aus der Anfangszeit des Schmuckplatzes weichen; Anwohner sammelten Spenden, um den Baum durch eine Eiche zu ersetzen.

## Geschichte

### 1862–1906: Planung und Namensgebung
Der Ort des heutigen Falkplatzes war bereits im Hobrecht-Plan von 1862 vorgesehen. Mit diesem Bebauungsplan wollte der Magistrat von Berlin das damals äußerst schnelle Stadtwachstum regulieren. Neben Wohnhäusern in Blockrandbebauung waren auch Freiflächen und sogenannte Schmuckplätze geplant. Der heutige Falkplatz war als Platz 1, Abteilung XI im Hobrecht-Plan verzeichnet, die ältesten Baumpflanzungen datieren aus der Zeit von 1880 bis 1890.
Um das Jahr 1900 wurden die Nord- und Ostseite mit Wohnhäusern bebaut, im Süden des Platzes befand sich damals der Exerzierplatz, im Westen die Gleise der Berliner Nordbahn. 1902 bekam die Gleimstraße im Norden des Platzes ihren Namen. Drei Jahre darauf erwarb die Stadtverwaltung die Fläche des Falkplatzes „zur Straßenfreilegung“, bevor am 16. Januar 1906 der Platz zu Ehren des preußischen Juristen und Kultusministers Adalbert Falk (1827–1900) als Falkplatz benannt wurde. Die Stadtverordnetenversammlung beschloss die „Herstellung von Gartenanlagen auf dem Falkplatze“ am 25. Oktober 1906. Allerdings vermietete die Stadtverwaltung noch 1906 Teile der Fläche als „Schaubudenplatz“ und Ackerland, so dass erst 1907 die städtische Parkverwaltung mit den Arbeiten zur Anlage eines Schmuckplatzes beginnen konnte.

### Ab 1907:Schmuckplatzmit Spielplatz

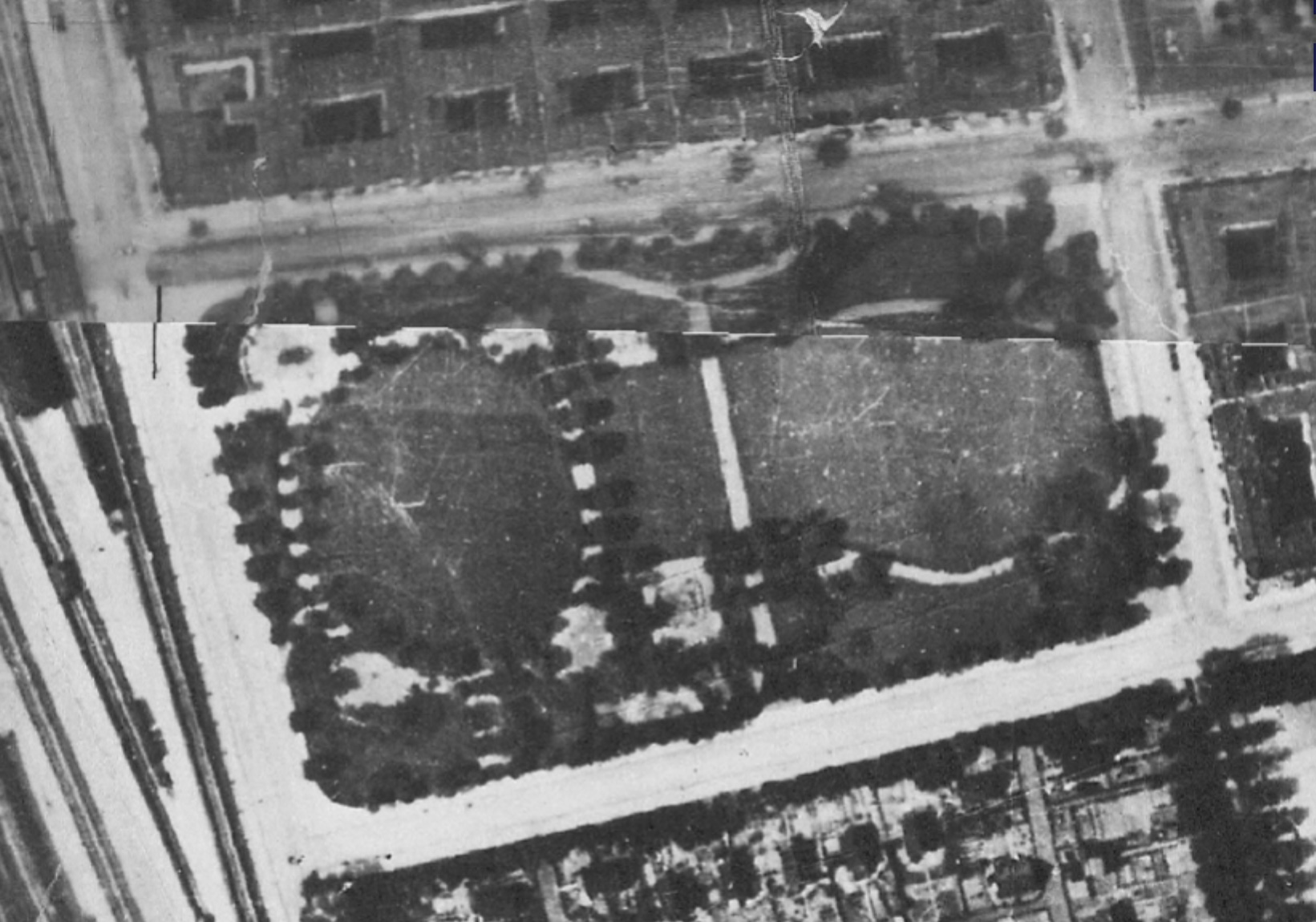
Luftbild, 1928

Da zum Bau des Gleimtunnels 1903 die Gleim- und Schwedter Straße abgesenkt worden waren, mussten dort zunächst die steilen und bis zu dreieinhalb Meter hohen Böschungen auf dem Platz abgeflacht werden, um „bequeme Treppenaufgänge“ herstellen zu können. Auf der Ostseite wurde – damals ein Novum – ein 6000 Quadratmeter großer Spielplatz mit Rasenfläche angelegt. Berlins Gartenbaudirektor Hermann Mächtig veranschlagte die Bauzeit auf drei Jahre (1907–10) und die Gesamtkosten auf 92 Tausend Mark (inflationsbereinigt heute etwa 687 Tausend Euro). Abgeschlossen wurden die Arbeiten erst 1913.
Die Anlage des Platzes war zunächst zweigeteilt, mittig in Nord-Süd-Richtung durch einen Weg getrennt, mit ringförmiger Baumbepflanzung der Westhälfte vis-à-vis der östlichen Rasenspielfläche.
Die ältesten noch heute erhaltenen Platanenbäume zwischen Falkplatz und Gleimstraße datieren auf das Jahr 1908. Zwei Jahre darauf wurden entlang der Gleimstraße und der Straße Am Falkplatz Rosskastanien gepflanzt, von denen 2023 noch sechs erhalten waren.
Südlich des Falkplatzes entstand in den 1920er Jahren eine provisorische Holzhaussiedlung, in den 1930er Jahren am gleichen Ort die Kleingartenanlage „Kolonie an der Schwedter Straße“.

### 1945–1989:Planscheund Berliner Mauer

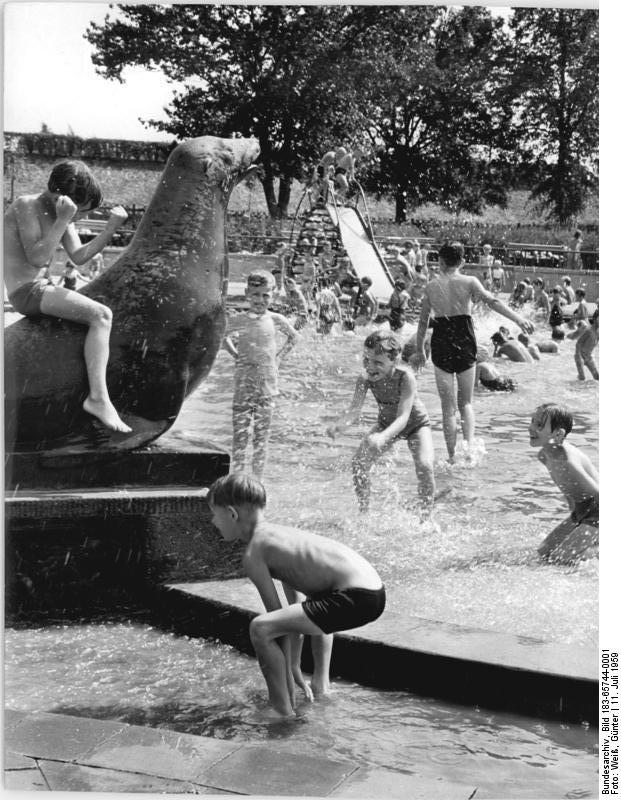
Planschbecken, 1955

Nach dem Zweiten Weltkrieg ließ die die Bezirksverwaltung Prenzlauer Berg Mitte der 1950er Jahre viele neue Bäume anpflanzen und den östlichen Teil der Platzes als Spielplatz weiter ausbauen. Hauptattraktionen waren ein großes, rundes Planschbecken („Plansche“) mit rund 20 Metern Durchmesser sowie eine Rollschuhbahn an der Ostgrenze des Platzes.
In den Häusern der Straße Am Falkplatz hatten sich in den 1950er und 1960er Jahren unter anderem eine Kohlenhandlung (Nummer 2) und eine privat betriebene Gaststätte (Nummer 1, Eckhaus zur Gaudystraße) angesiedelt. Südlich des Platzes wurden – hinter einer Böschung – als Teil des Friedrich-Ludwig-Jahn-Sportparks zahlreiche Tennisplätze angelegt.

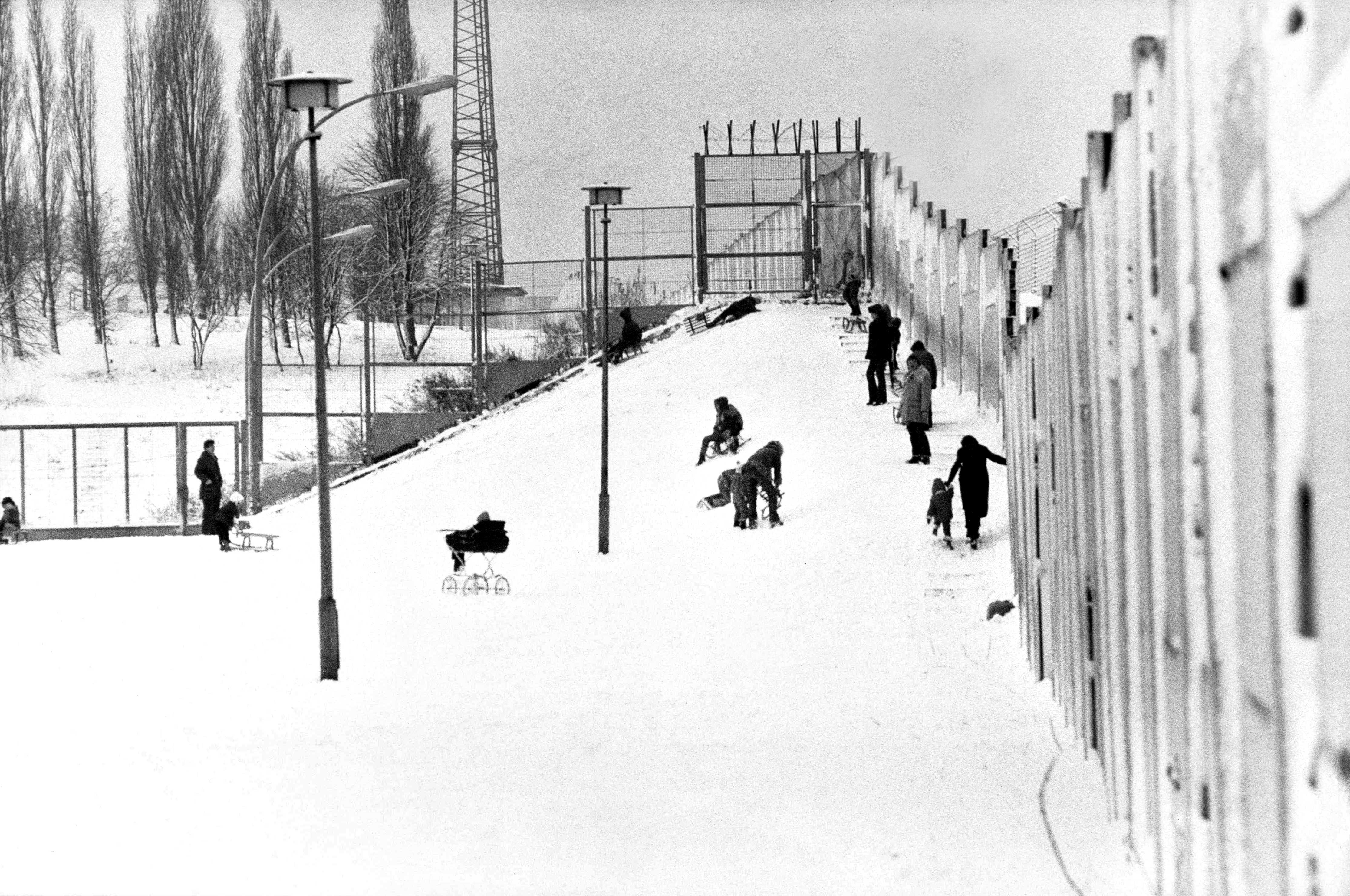
Rodeln am Mauerstreifen, 1988

Die Schwedter Straße an der Westseite des Platzes wurde 1945 zur Sektorengrenze und 1949 zur deutsch-deutschen Staatsgrenze. Mit dem Bau der Berliner Mauer ab 1961 errichtete die DDR immer umfangreichere Grenzbefestigungsanlagen. Die Bäume auf der Westseite des Platzes wurden abgeholzt. 1989 bedeckte der Mauerstreifen etwa ein Viertel der Platzfläche. Die sogenannte Hinterlandmauer verlief quer über den Platz.
Der Bildhauer Stefan Horota schuf mehrere Tierfiguren für den Platz, darunter die Bronzeskulptur Schimpansenkinder (1966, verschollen), einen marmornen Eisbären (1996) und für den Zierbrunnen das Walrosspaar aus Bronze (1989–90).

### Seit den 90er Jahren: Nachbar des Mauerparks
Nach dem Mauerfall wurden die Grenzbefestigungsanlagen auf der Westseite des Platzes abgerissen. Auf der entstandenen Brache organisierten die Grüne Liga und der BUND am 1. April 1990 eine Baumpflanzaktion für das Projekt Mauerpark, bei der rund 100 Bäume gesetzt wurden. Erhalten aus dieser Zeit sind einige Rosskastanien und Pappeln im Südwesten des Platzes. Der Spielplatz auf dem nördlichen Platzareal wurde 1992 neu gestaltet und statt des großen Planschbeckens gab es ab 1990 den sehr viel kleineren Zierbrunnen mit den Walrossfiguren. Zahlreiche neue Bäume wurden gepflanzt und eine große, zentrale Liegewiese eingerichtet.
1994 wurde im Rahmen des Baus des Mauerparks der Westteil des Platzes an der Schwedter Straße neugestaltet. Ein von Regenwasser gespeister Wasserlauf und ein Feuchtbiotop wurden angelegt und zahlreiche von Wegen durchbrochene Hecken aus Liguster und Kornelkirschen angepflanzt. Große Steinblöcke aus Striegauer Granit wurden als Begrenzungssteine gesetzt. Der Falkplatz geht seitdem landschaftsarchitektonisch fließend in den Mauerpark über. Die Kosten der Umgestaltung 1991–1995 beliefen sich auf 2,5 Millionen Mark (inflationsbereinigt heute etwa 2,14 Millionen Euro).
Entlang fast der gesamten Südseite des Platzes baute das Land Berlin von 1994–1997 die Max-Schmeling-Halle, eine Multifunktionsarena mit bis zu 12 Tausend Plätzen. Obwohl die Halle zu zwei Dritteln unterhalb der Erde liegt, ist ihre verglaste und teils überhängende Nordfassade im Panorama des Platzes stets präsent.

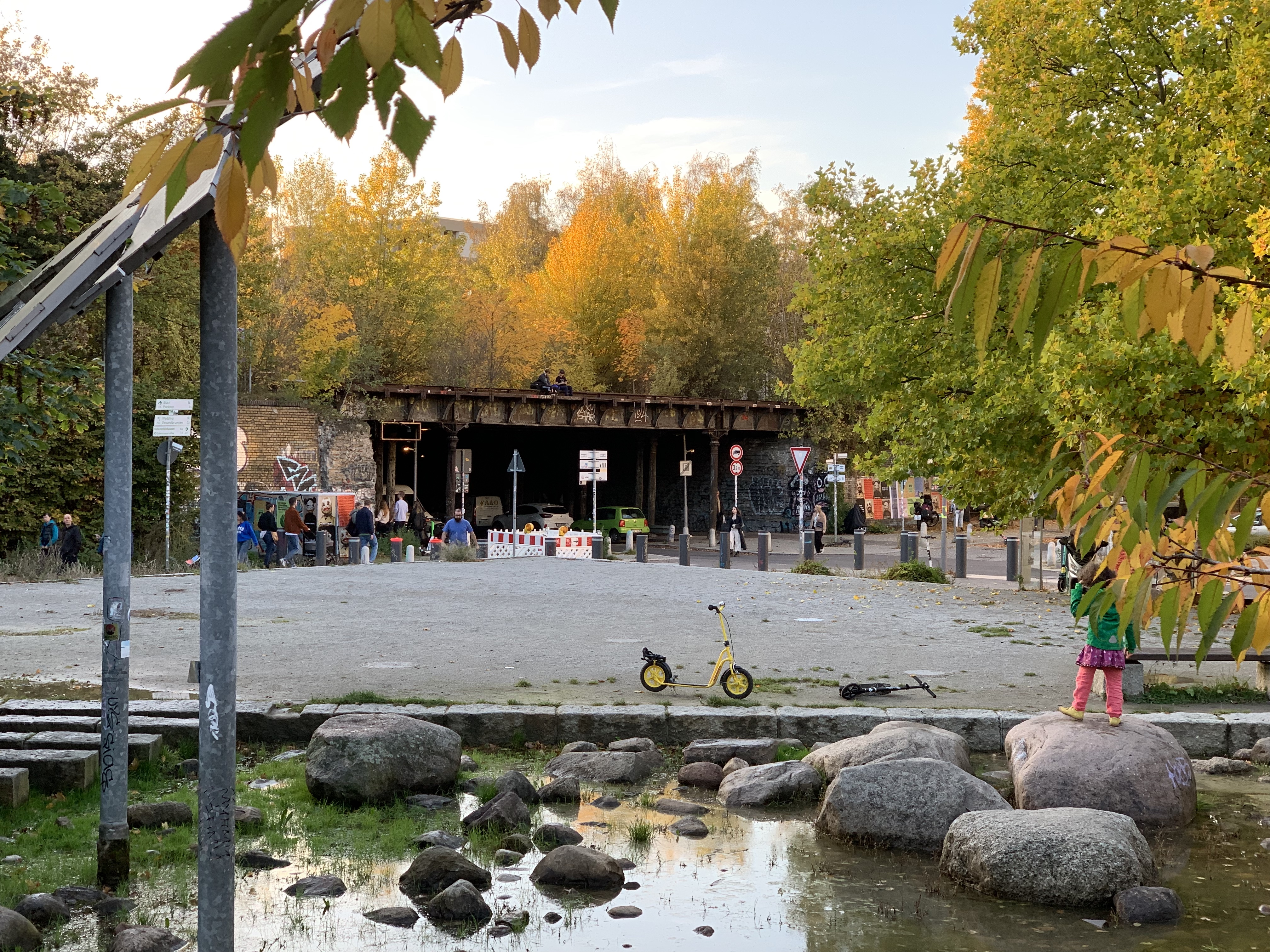
Blick vom Regenwasserbecken zum Gleimtunnel, 2022

1995 entstand im Nordwesten des Platzes anlässlich der ersten UN-Klimakonferenz in Berlin eine große bepflanzte „lebende Sonnenuhr“, erbaut in Schneckenform aus von Kindern geformten Tonsteinen. Mangels Pflege der Anlage musste der Gnomon 2003 entfernt werden. Von den mehr als fünfzig sehr unterschiedlich geformten und verzierten Tonsteinen waren 2023 noch einige erhalten.
2003 erlaubte das Bezirksamt das Grillen auf dem Falkplatz. Nach anhaltenden Beschwerden der Anwohner wegen Qualms wurde das Grillen 2009 wieder verboten und eine Grillzone im benachbarten Mauerpark eingerichtet. Um Luxussanierungen der Häuser in der Umgebung und die Verdrängung der bisherigen Mieter zu verhindern, hat der Berliner Senat eine seit 2014 gültige Erhaltungssatzung Falkplatz beschlossen.